# Communauté de communes du Pays de Massiac
La communauté de communes du Pays de Massiac était une communauté de communes française située dans le département du Cantal et la région Auvergne-Rhône-Alpes. Elle a disparu le 1er janvier 2017 lors de la création de Hautes Terres Communauté.

## Historique
La communauté de communes du Pays de Massiac (CCPM) a été créée en 1992. Ce fut la première communauté de communes du Cantal.
Elle est issue de l'ancien syndicat intercommunal à vocation multiple de Massiac. Il y avait initialement 12 communes adhérentes. Les communes de Celoux et Rageade les ont rejointes le 1er janvier 2000 et la commune de Chazelles le 1er janvier 2013.
Le 28 septembre 2015, le préfet du Cantal propose à la commission départementale de coopération intercommunale du Cantal un projet de schéma départemental de coopération intercommunale qui envisage la fusion de la communauté de communes du Pays de Massiac avec les communautés de communes du Cézallier et du Pays de Murat.
La communauté de communes du Pays de Massiac ainsi que neuf des communes sur quinze de cette intercommunalité (représentant 75 % de la population) se prononcent contre ce projet (voir annexe 1 de l'arrêté de fusion). Les amendements proposés lors de la séance du 7 mars 2016 de la CDCI sont refusés. Le 3 octobre 2016, est publié l'arrêté qui acte la fusion au sein de Hautes Terres Communauté le 1er janvier 2017.

## Territoire communautaire

### Géographie
Elle est située autour de la ville de Massiac, de part et d'autre de la vallée de l'Alagnon, du Cézallier à la Margeride.

### Composition
Elle regroupait les 15 communes suivantes :
| Nom                  | Code Insee | Gentilé     | Superficie (km2) | Population (dernière pop. légale) | Densité (hab./km2) |
| -------------------- | ---------- | ----------- | ---------------- | --------------------------------- | ------------------ |
| Massiac (siège)      | 15119      | Massiacois  | 34,78            | 1 735 (2014)                      | 50                 |
| Auriac-l'Église      | 15013      |             | 19,73            | 166 (2014)                        | 8,4                |
| Bonnac               | 15022      |             | 22,60            | 169 (2014)                        | 7,5                |
| Celoux               | 15032      |             | 9,62             | 69 (2014)                         | 7,2                |
| La Chapelle-Laurent  | 15042      | Chapelous   | 26,09            | 317 (2014)                        | 12                 |
| Chazelles            | 15048      | Chazellois  | 6,28             | 43 (2014)                         | 6,8                |
| Ferrières-Saint-Mary | 15069      | Ferrièrois  | 19,17            | 247 (2014)                        | 13                 |
| Laurie               | 15098      | Lauriots    | 19,23            | 99 (2014)                         | 5,1                |
| Leyvaux              | 15105      |             | 14,95            | 38 (2014)                         | 2,5                |
| Molèdes              | 15126      | Molédois    | 22,38            | 98 (2014)                         | 4,4                |
| Molompize            | 15127      | Molompizois | 17,12            | 306 (2014)                        | 18                 |
| Rageade              | 15158      |             | 12,59            | 96 (2014)                         | 7,6                |
| Saint-Mary-le-Plain  | 15203      |             | 21,80            | 156 (2014)                        | 7,2                |
| Saint-Poncy          | 15207      |             | 40,37            | 339 (2014)                        | 8,4                |
| Valjouze             | 15247      |             | 3,05             | 23 (2014)                         | 7,5                |

### Démographie
| 1968  | 1975  | 1982  | 1990  | 1999  | 2009  | 2014  |
| ----- | ----- | ----- | ----- | ----- | ----- | ----- |
| 5 645 | 5 273 | 4 903 | 4 634 | 4 247 | 4 032 | 3 901 |

## Administration

### Siège
Le siège de la communauté de communes se trouve 47, rue Jean Lépine à Massiac.

### Les élus
Le conseil communautaire du Pays de Massiac se compose de 28 membres : 1 délégué par commune, 2 pour les communes de La Chapelle-Laurent, Molompize et Saint-Poncy et 11 pour Massiac.

### Présidence
| Période                                  | Période | Identité            | Étiquette | Qualité                           |
| ---------------------------------------- | ------- | ------------------- | --------- | --------------------------------- |
|                                          | 2014    | Jacques Couvret     |           | maire de Saint-Poncy              |
| 2014                                     | 2016    | Marie Paule Quairel |           | déléguée communautaire de Molèdes |
| Les données manquantes sont à compléter. |         |                     |           |                                   |